# Vuelta a Burgos 2005
La Vuelta a Burgos 2005, ventisettesima edizione della corsa, si svolse dal 7 all'11 agosto 2005 su un percorso di 673 km ripartiti in 5 tappe, con partenza e arrivo a Burgos. Fu vinta dallo spagnolo Juan Carlos Domínguez della Saunier Duval-Prodir davanti ai suoi connazionali Joaquim Rodríguez e Carlos Castaño Panadero.

## Tappe
| Tappa  | Data      | Percorso                                       | km  | Vincitore di tappa      | Leader cl. generale     |
| ------ | --------- | ---------------------------------------------- | --- | ----------------------- | ----------------------- |
| 1ª     | 7 agosto  | Burgos > Medina de Pomar                       | 162 | Carlos Castaño Panadero | Carlos Castaño Panadero |
| 2ª     | 8 agosto  | Lerma > Miranda de Ebro                        | 175 | Igor Astarloa           | Carlos Castaño Panadero |
| 3ª     | 9 agosto  | Milagros > Aranda de Duero (cron. individuale) | 9,5 | Carlos Castaño Panadero | Carlos Castaño Panadero |
| 4ª     | 10 agosto | Vilviestre > Lagunas de Neila                  | 159 | Juan Carlos Domínguez   | Juan Carlos Domínguez   |
| 5ª     | 11 agosto | Sasamón > Burgos                               | 168 | David Herrero           | Juan Carlos Domínguez   |
| Totale | Totale    | Totale                                         | 673 |                         |                         |

## Dettagli delle tappe

### 1ª tappa
- 7 agosto: Burgos > Medina de Pomar – 162 km

| Pos. | Corridore                | Squadra    | Tempo    |
| ---- | ------------------------ | ---------- | -------- |
| 1    | Carlos Castaño Panadero  | Andalucia  | 3h53'55" |
| 2    | Igor Astarloa            | Barloworld | a 31"    |
| 3    | Ricardo Serrano Gonzalez | Kaiku      | s.t.     |

| Pos. | Corridore                | Squadra    | Tempo    |
| ---- | ------------------------ | ---------- | -------- |
| 1    | Carlos Castaño Panadero  | Andalucia  | 3h53'55" |
| 2    | Igor Astarloa            | Barloworld | a 31"    |
| 3    | Ricardo Serrano Gonzalez | Kaiku      | s.t.     |

### 2ª tappa
- 8 agosto: Lerma > Miranda de Ebro – 175 km

| Pos. | Corridore         | Squadra       | Tempo    |
| ---- | ----------------- | ------------- | -------- |
| 1    | Igor Astarloa     | Barloworld    | 4h01'36" |
| 2    | Joaquim Rodríguez | Saunier Duval | a 4"     |
| 3    | Matteo Carrara    | Barloworld    | a 10"    |

| Pos. | Corridore               | Squadra       | Tempo    |
| ---- | ----------------------- | ------------- | -------- |
| 1    | Carlos Castaño Panadero | Andalucia     | 7h55'42" |
| 2    | Igor Astarloa           | Barloworld    | a 20"    |
| 3    | Joaquim Rodríguez       | Saunier Duval | a 24"    |

### 3ª tappa
- 9 agosto: Milagros > Aranda de Duero (cron. individuale) – 9,5 km

| Pos. | Corridore               | Squadra         | Tempo |
| ---- | ----------------------- | --------------- | ----- |
| 1    | Carlos Castaño Panadero | Andalucia       | 9'57" |
| 2    | Antonio Colom           | Illes Balears   | a 13" |
| 3    | Michele Scarponi        | Liberty Seguros | a 18" |

| Pos. | Corridore               | Squadra       | Tempo    |
| ---- | ----------------------- | ------------- | -------- |
| 1    | Carlos Castaño Panadero | Andalucia     | 8h05'39" |
| 2    | Igor Astarloa           | Barloworld    | a 45"    |
| 3    | Joaquim Rodríguez       | Saunier Duval | a 49"    |

### 4ª tappa
- 10 agosto: Vilviestre > Lagunas de Neila – 159 km

| Pos. | Corridore             | Squadra       | Tempo    |
| ---- | --------------------- | ------------- | -------- |
| 1    | Juan Carlos Domínguez | Saunier Duval | 3h55'12" |
| 2    | Joaquim Rodríguez     | Saunier Duval | a 43"    |
| 3    | Santo Anzà            | Acqua & Sap.  | a 48"    |

| Pos. | Corridore               | Squadra       | Tempo     |
| ---- | ----------------------- | ------------- | --------- |
| 1    | Juan Carlos Domínguez   | Saunier Duval | 12h01'54" |
| 2    | Joaquim Rodríguez       | Saunier Duval | a 29"     |
| 3    | Carlos Castaño Panadero | Andalucia     | a 45"     |

### 5ª tappa
- 11 agosto: Sasamón > Burgos – 168 km

| Pos. | Corridore         | Squadra       | Tempo    |
| ---- | ----------------- | ------------- | -------- |
| 1    | David Herrero     | Euskaltel     | 4h09'50" |
| 2    | Igor Astarloa     | Barloworld    | s.t.     |
| 3    | Joaquim Rodríguez | Saunier Duval | s.t.     |

| Pos. | Corridore               | Squadra       | Tempo     |
| ---- | ----------------------- | ------------- | --------- |
| 1    | Juan Carlos Domínguez   | Saunier Duval | 16h11'44" |
| 2    | Joaquim Rodríguez       | Saunier Duval | a 29"     |
| 3    | Carlos Castaño Panadero | Andalucia     | a 45"     |

## Classifiche finali

### Classifica generale
| Pos. | Corridore               | Squadra                        | Tempo     |
| ---- | ----------------------- | ------------------------------ | --------- |
| 1    | Juan Carlos Domínguez   | Saunier Duval-Prodir           | 16h11'44" |
| 2    | Joaquim Rodríguez       | Saunier Duval-Prodir           | a 29"     |
| 3    | Carlos Castaño Panadero | Andalucia-Paul Versan          | a 45"     |
| 4    | Santo Anzà              | Acqua & Sapone                 | a 1'01"   |
| 5    | Antonio Colom           | Illes Balears-Caisse d'Epargne | a 1'08"   |
| 6    | Josep Jufre Pou         | Relax Fuenlabrada              | a 1'10"   |
| 7    | Michele Scarponi        | Liberty Seguros-Würth          | a 1'13"   |
| 8    | Aitor Osa               | Illes Balears-Caisse d'Epargne | a 1'28"   |
| 9    | Moisés Dueñas Nevado    | Relax Fuenlabrada              | a 1'34"   |
| 10   | Ezequiel Mosquera       | Kaiku                          | a 1'36"   |